# Nunet

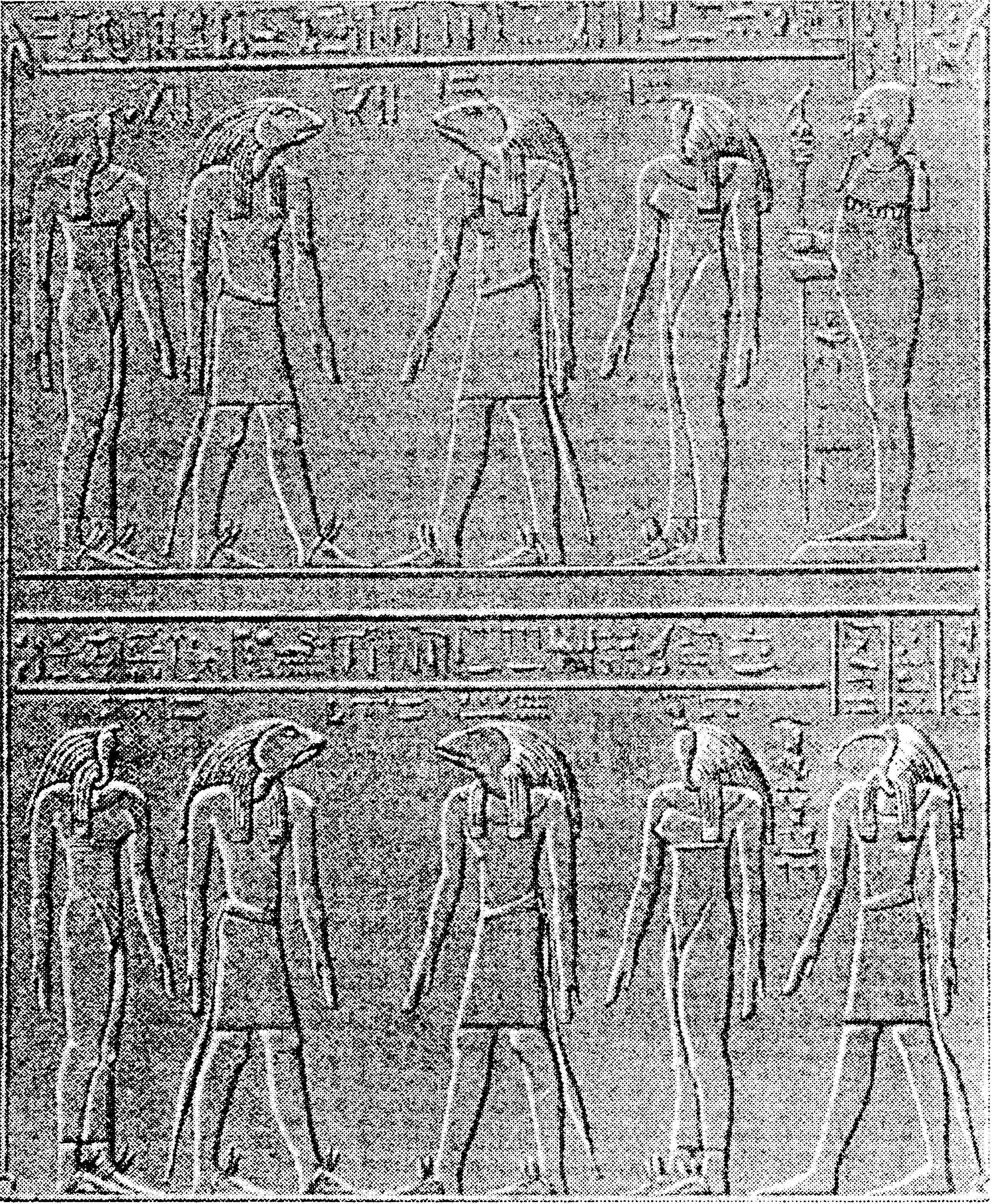

Nunet (o Naunet) è una divinità egizia appartenente alla religione dell'antico Egitto e rappresentava l'aspetto femminile delle acque primitive, nell'Ogdoade ermopolitana, mentre Nun rappresentava la parte maschile.
Era una dea assai misteriosa, poche sono le sue raffigurazioni  che, in ogni caso, è facile confondere con Nun. Nella sostanza pare impersonificasse concetti astratti e non vi sono rinvenuti luoghi di culto a lei assegnati.
Veniva rappresentata con il corpo di donna ma con la testa di serpente, molto simile nell'aspetto alle antiche dee come Mertseger
Successivamente alla creazione del mondo, venne identificata con i fiumi, i laghi, i mari e gli oceani: le grandi masse d'acqua superficiali. Il Nilo era considerato come un ramo del fiume primordiale.
A Memphis, sotto le sembianze di Ptah, era considerata la madre del dio sole perché dalle sue acque primigenie emerse il primo essere Mehetueret, che portava Ra tra le sue corna.
Nella stele di Shabaka si legge:

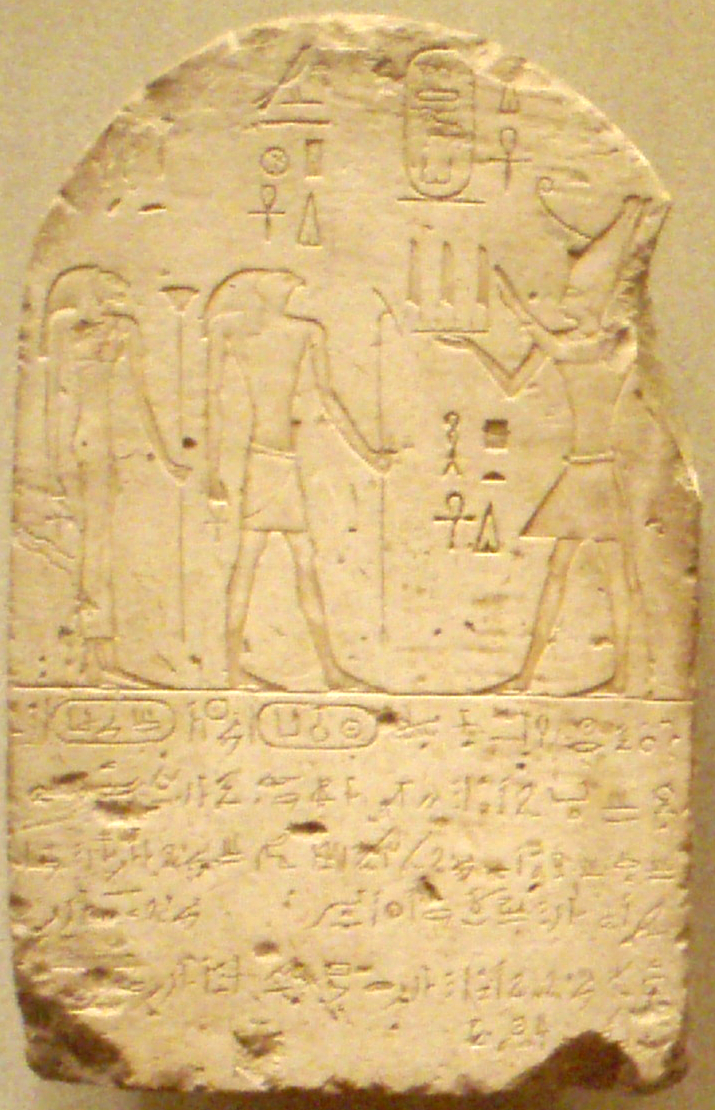

... Ptah-Nun il padre che generò Atum ...
... Ptah-Nunet la madre che generò Atum ...
Nunet era la protettrice delle due divinità Shu e Tefnut, figli di Atum perché, durante la loro esplorazione del Nun, li aveva protetti dai pericoli delle sue minacciose acque.
Alla fine del tempo Nunet inonderà il mondo e Nun, oscuro e gelido, ricoprirà ogni cosa. Il cerchio ricomincia poi con la rinascita di Atum-Ra, il ciclo della vita. 

## Altri nomi
- Nuntet
- Nuntit
- Nuntut
- Nuneit
- Naunet